# アンリ＝アルフレッド・ダルジュー
アンリ＝アルフレッド・ダルジュー (仏：Henri-Alfred Darjou、1832年10月13日 - 1874年11月22日) はフランスのイラストレーター、風刺画家、版画家。
第二帝政末期には政治風刺新聞「ル・シャリヴァリ」をはじめとする定期刊行物に多くのイラストを描いた。とくに1871年5月28日に、コミューンの兵士147名と19名の将校たちが、ペール・ラシェーズ墓地の連邦の壁で処刑された事件を描いた『連邦の壁の処刑』などの、パリ・コミューンを題材とした作品が知られる。

## 経歴
アルフレッド・ダルジューは1832年にパリで生まれた。父親のヴィクトル・ダルジューも画家であり、ダルジューは父親とレオン・コニエから絵画を習い、1853年に初めてサロン・ド・パリに出品し、その後も出品をつづけるかたわら、「イリュストラシオン」、「ル・モンド・イリュストレ」などの定期刊行物にイラストを提供した。とくに第二帝政末期には風刺新聞「ル・シャリヴァリ」の主要な寄稿者として多くのカリカチュアを発表した。
一方、画家としてはイラストレーターとしての活動ほどには大成しなかったが、1865年にナポレオン3世の2度目のアルジェリア訪問を描いた作品が特筆された。
書籍の仕事も残しており、1867年にはフランスの中国学者、エルヴェイ・ド・サン＝ドニ侯爵がみずから見た夢を記して匿名で発表した著書 Les Reves et les Moyens de les Diriger: Observations Pratiques（夢とそれを導く手段：実践的観察）の表紙をデザインしている。
また、ナポレオン生誕100周年である1869年には、ナポレオン3世の妃であるウジェニー皇后と、当時13歳のルイ皇太子のコルシカ島訪問旅行を取材した。
彼は1874年にパリ7区で死去した。ダルジューの作品はブルターニュ県立美術館、カルナヴァレ博物館、ナショナル・ギャラリー (ワシントン)、フィラデルフィア美術館などに収蔵されている。

## 作品

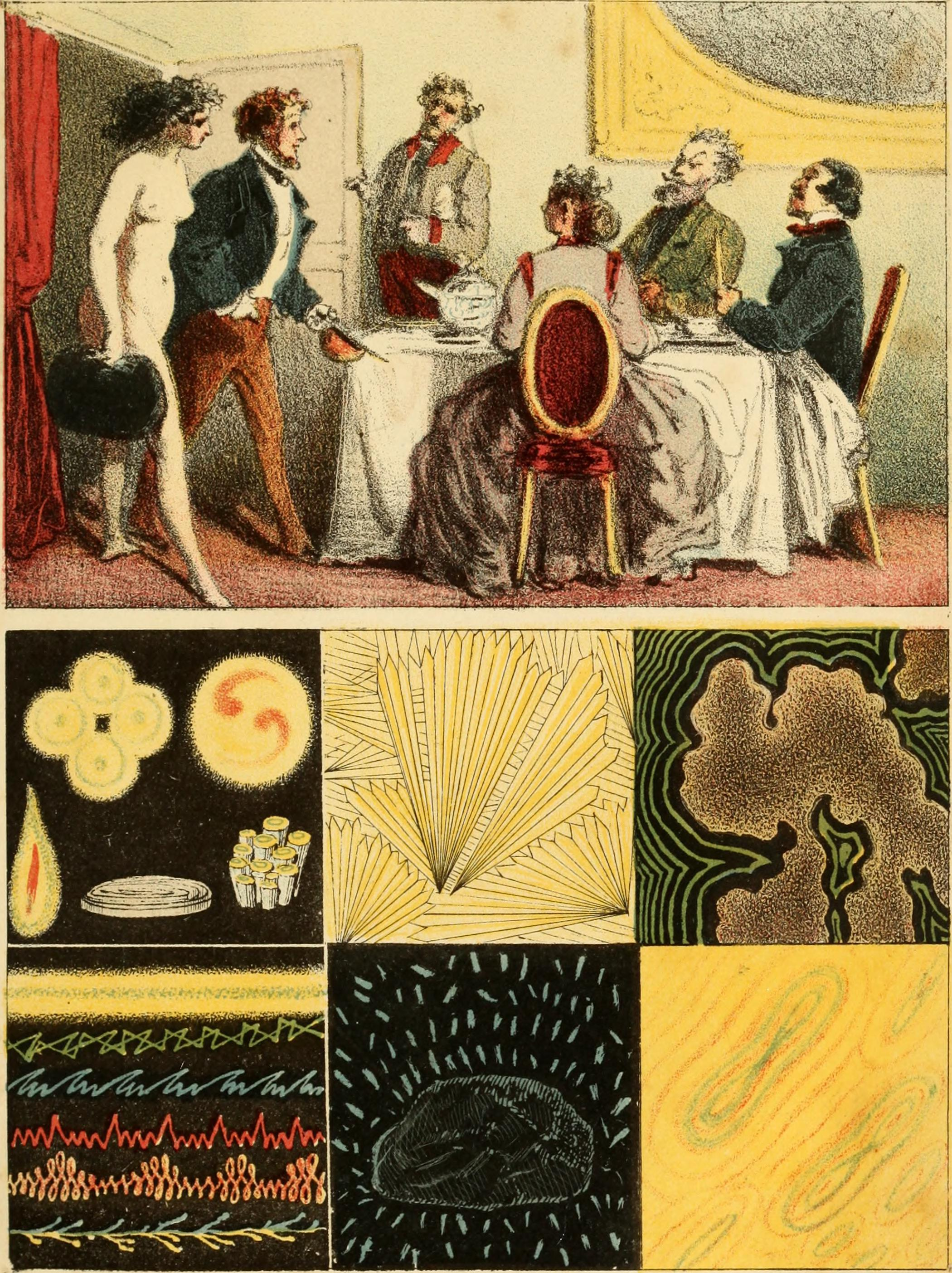
『夢とそれを導く手段：実践的観察』(1867年)[注 2][画 1]
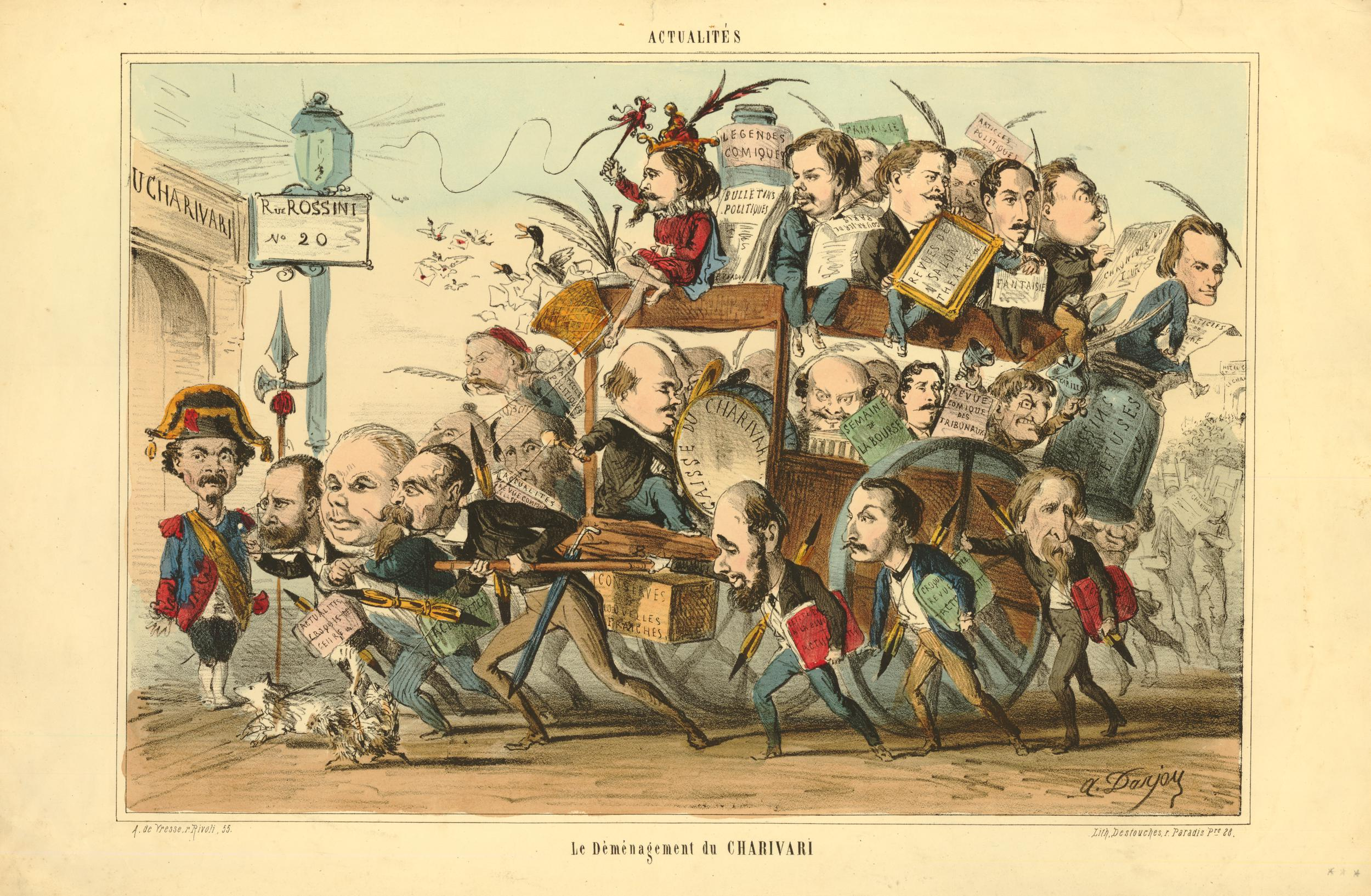
『シャリヴァリの移動』(1867年11月18日)[注 3]
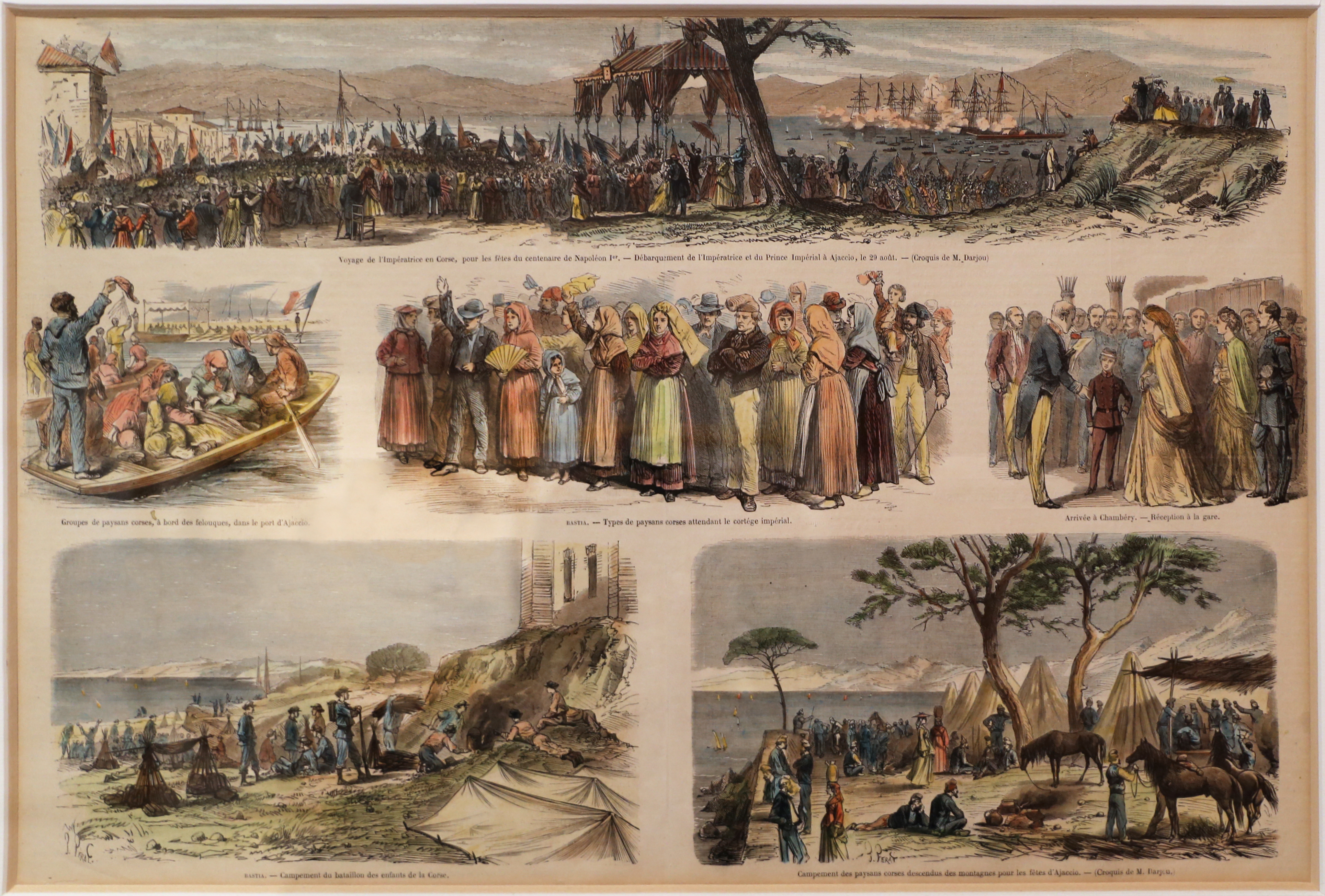
『ウジェニー皇后とルイ皇太子のナポレオン・ボナパルト生誕地への旅』(1869年8月)[注 4][注 5]
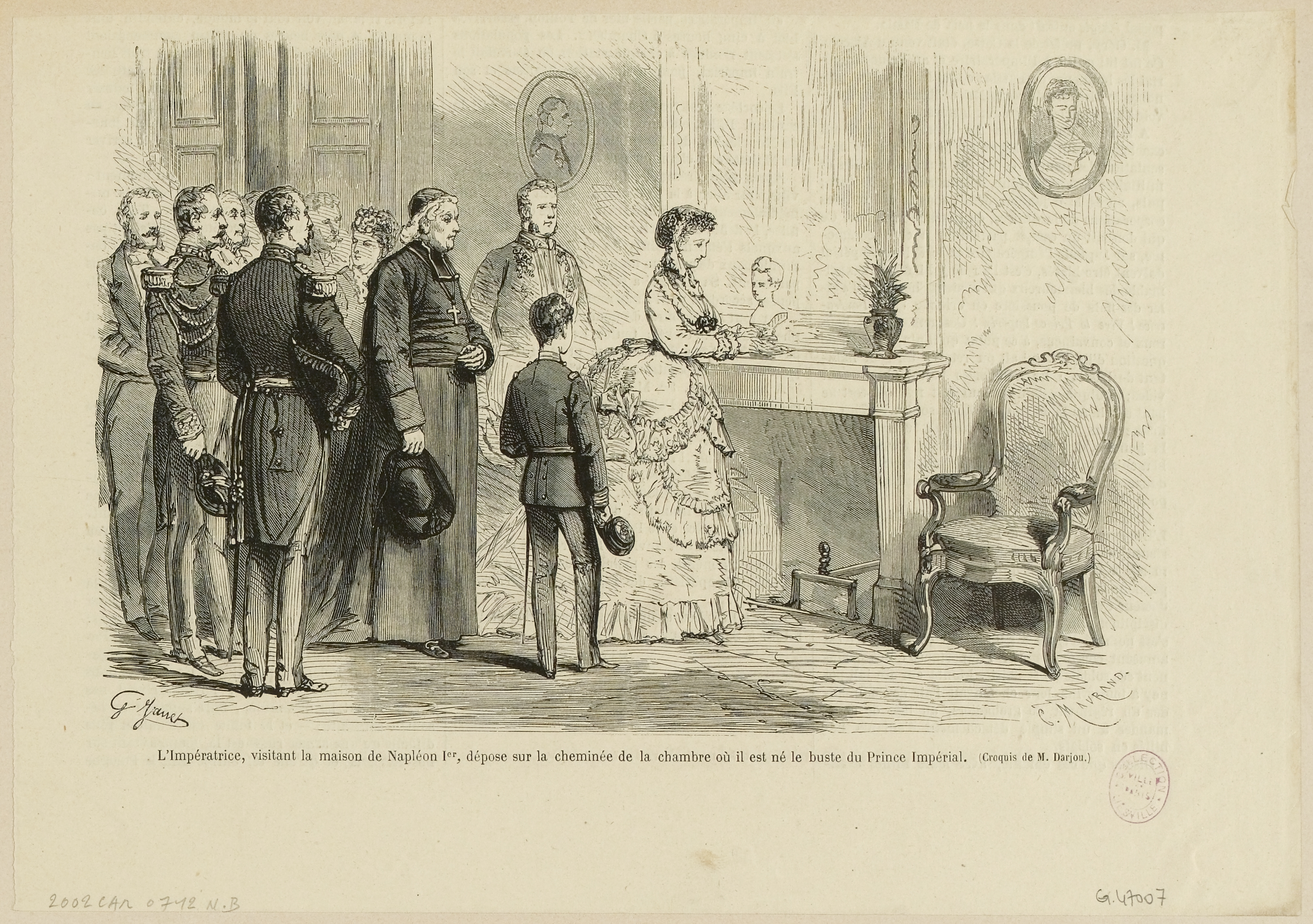
「ナポレオンの旧邸を訪れたウジェニーは、彼の生まれた部屋のマントルピースにルイ皇太子の胸像を置いた。」[注 6][注 5]
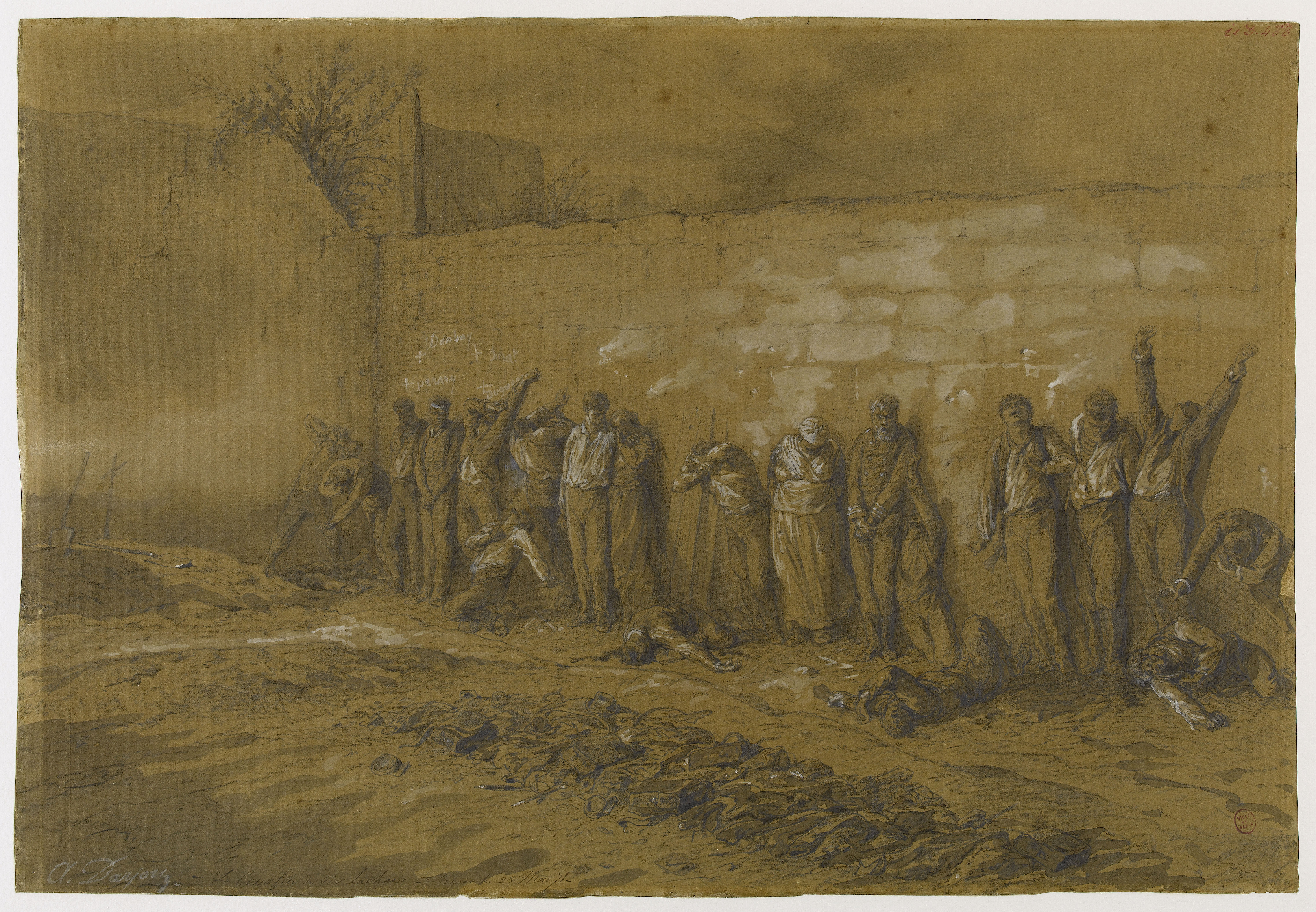
『連邦の壁の処刑』(1871年5月28日)